# Bergnäsudden
Bergnäsudden (även Bergnäs-Udden, Bergnäs, Södra Bergnäs) är en ödeby i Arjeplogs kommun, belägen cirka 50 km från Arjeplog.